# Tomasz Rybka
Tomasz Rybka (ur. 28 sierpnia 1966 w Serocku) – biskup Polskiego Narodowego Katolickiego Kościoła w RP,  ordynariusz Zgromadzeń Zakonnych Polskiego Narodowego Katolickiego Kościoła w RP. W latach 2013–2014 prowincjał Ekumenicznej Kongregacji Cystersów Zakonu Port Royal.

## Życiorys
Jest synem biskupa PNKK w RP, Jerzego Rybki. Absolwent Chrześcijańskiej Akademii Teologicznej w Warszawie (1990) i Uniwersytetu Kardynała Stefana Wyszyńskiego w Warszawie (2000). W latach 1991–1992 odbył podyplomowe studia teologiczne na Wydziale Teologii Chrześcijańskokatolickiej Uniwersytetu w Bernie. W latach 1987–1995 pełnił funkcję koordynatora do spraw młodzieży w Kościele Polskokatolickim. W latach 1987–1993 był wiceprzewodniczącym Międzynarodowej Organizacji Młodzieży Katolickiej w Utrechcie.
Wyświęcony na księdza przez biskupa Kościoła Polskokatolickiego Tadeusza Majewskiego. W latach 1990–2003 duchowny Kościoła Polskokatolickiego w RP. Od 1991 wikariusz parafii polskokatolickiej Dobrego Pasterza w Warszawie, a następnie od 1995 jej proboszcz. W latach 1991–1993 prefekt Wyższego Seminarium Duchownego Kościoła Polskokatolickiego w Warszawie, a także sekretarz biura Biskupa Naczelnego Kościoła Polskokatolickiego w RP.
W 1995 na skutek konfliktu wiernych parafii Dobrego Pasterza z władzami zwierzchnimi Kościoła Polskokatolickiego w RP, ksiądz Tomasz Rybka stanął na czele de facto niezależnej parafii narodowej w Warszawie, która po wieloletnim sporze o jurysdykcję z biskupem Wiktorem Wysoczańskim została w 2005 ostatecznie skreślona z listy parafii polskokatolickich, a w 2006 uzyskała legalizację prawną jako Polski Narodowy Katolicki Kościół w RP. Od początku XXI wieku ksiądz Tomasz Rybka w imieniu parafii Dobrego Pasterza w Warszawie podejmował zabiegi o zjednoczenie Polskiego Narodowego Katolickiego Kościoła w RP z Polskim Narodowym Kościołem Katolickim. Współpracował również ze Światową Radą Narodowych Kościołów Katolickich i będącym jej członkiem Kościołem Starokatolickim Słowacji.
Na mocy decyzji I Synodu PNKK w RP ksiądz Tomasz Rybka był w latach 2008–2013 administratorem Polskiego Narodowego Katolickiego Kościoła w RP. W latach 2010–2012 pełnił funkcję wikariusza biskupiego PNKK w RP w imieniu ordynariusza diecezji kanadyjskiej PNKK, Sylwestra Bigaja. W latach 2013–2014 pod imieniem zakonnym Łukasz pełnił funkcje prowincjała Ekumenicznej Kongregacji Cystersów Zakonu Port Royal.
18 czerwca 2016 podczas I sesji IV Synodu Kościoła ks. Tomasz Rybka został wybrany na biskupa dla Ordynariatu Zgromadzeń Zakonnych PNKK w RP.
25 listopada 2017 roku w bazylice Jezusa Chrystusa w Fatimie przyjął sakrę biskupią z rąk abpa António José da Costa Raposo, arcybiskupa prymasa Apostolsko-Episkopalnego Kościoła Portugalii[niewiarygodne źródło?].

3 grudnia 2017 roku został wprowadzony w urząd nowego biskupa w parafii Kościoła przy ul. Modlińskiej 205a.